# St. Jakobus der Ältere (Winnenden)

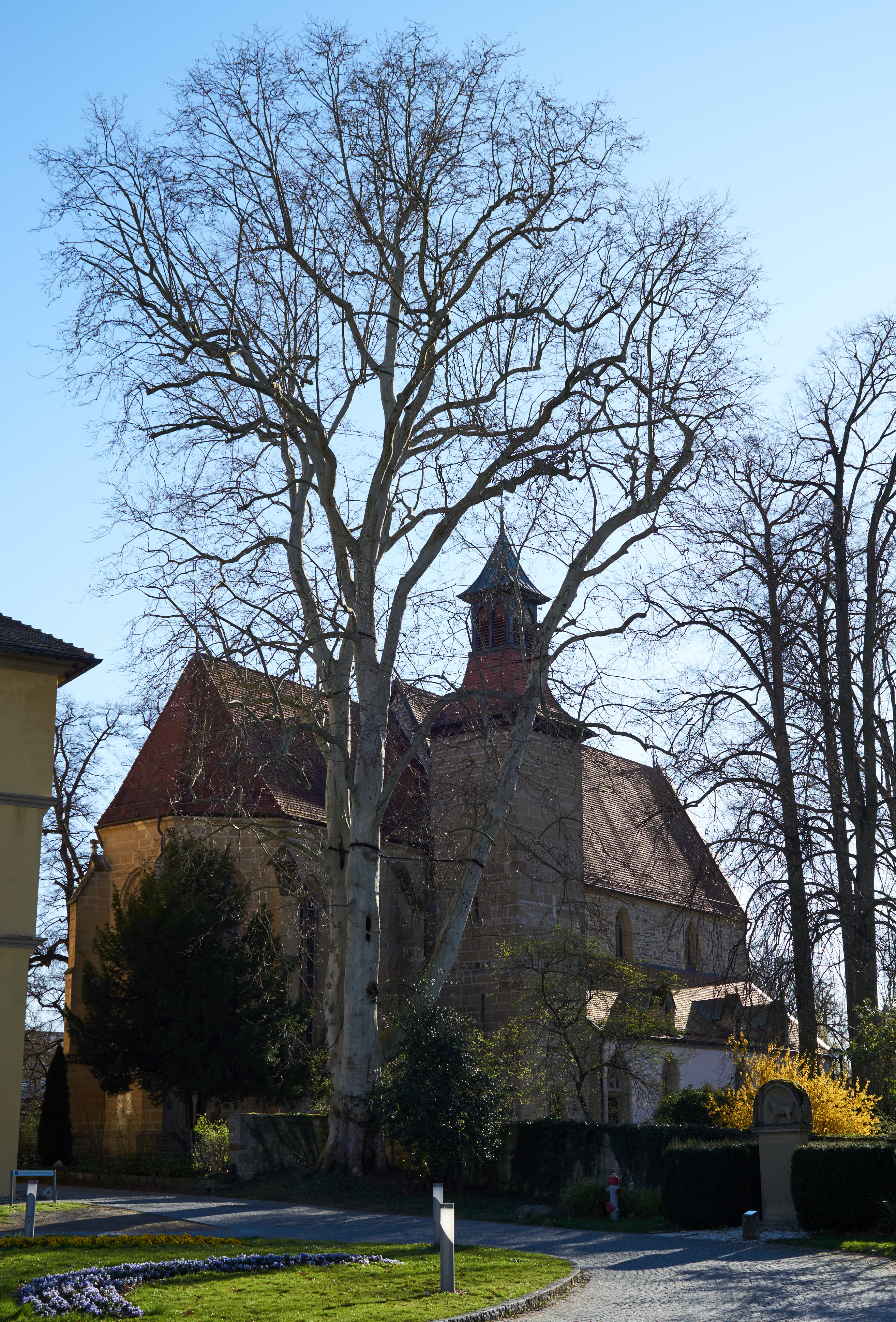
St. Jakobus der Ältere in Winnenden

Die Schlosskirche St. Jakobus der Ältere, sie war die ursprüngliche Pfarrkirche, steht in Winnenden, einer Stadt im Rems-Murr-Kreis in Baden-Württemberg. Das Bauwerk ist beim Landesamt für Denkmalpflege Baden-Württemberg als Baudenkmal eingetragen. Die Kirchengemeinde gehört zur Gesamtkirchengemeinde Winnenden im Kirchenbezirk Waiblingen der Evangelischen Landeskirche in Württemberg.

## Beschreibung
Die Kirche wurde im 12./13. Jahrhundert erbaut und im 14. Jahrhundert zu einer Basilika umgebaut, deren Langhaus aus einem Mittelschiff und zwei Seitenschiffen besteht, die durch Arkaden getrennt sind. Im Osten des Mittelschiffs steht der eingezogene, von Strebepfeilern gestützte Chor mit Fünfachtelschluss, an dessen Nordwand ein Chorflankenturm steht, dessen Helm den Glockenstuhl beherbergt. 
Der Innenraum wurde 1738 durch Johann Adam Groß den Älteren renoviert. Im 19. Jahrhundert hat Christian Friedrich von Leins die Kanzel, das Taufbecken und das Kirchengestühl entworfen. Zur Kirchenausstattung gehört ein Flügelaltar aus dem Jahr 1520, dessen Gesprenge mit der Darstellung des Jakobus bis unter das Gewölbe reicht. Auf der Predella ist der Salvator mundi dargestellt.
Die Orgel wurde 1982 von Giengener Orgelmanufaktur Gebr. Link in den Prospekt von 1739 eingebaut.